# Arctic Race of Norway 2014
Die 2. Arctic Race of Norway 2014 war ein norwegisches Straßenradrennen. Das Etappenrennen fand vom 14. bis zum 17. August 2014 statt. Zudem gehörte das Radrennen zur UCI Europe Tour 2014 und dort in der Kategorie 2.1 eingestuft.

## Teilnehmende Mannschaften
| ProTeams (5)- BMC Racing Team - Giant-Shimano - Belkin - Katusha - Cannondale Professional Continental Teams (8)- IAM Cycling - Bretagne-Séché Environnement - NetApp-Endura - Cofidis, Solutions Crédits - Topsport Vlaanderen-Baloise - Wanty-Groupe Gobert - MTN-Qhubeka - UnitedHealthcare Continental Teams (7)- Wallonie-Bruxelles - Roubaix Lille Métropole - Sparebanken Sør - Joker - Øster Hus-Ridley - Ringeriks-Kraft - FixIT.no |
| |

## Etappen
| Etappe    | Datum    | Etappenorte                       | type                 | Länge (km) | Etappensieger        | Gesamtführender      |
| --------- | -------- | --------------------------------- | -------------------- | ---------- | -------------------- | -------------------- |
| 1. Etappe | 14. Aug. | Hammerfest – Nordkap              | Mittelschwere Etappe | 204        | Lars Petter Nordhaug | Lars Petter Nordhaug |
| 2. Etappe | 15. Aug. | Honningsvåg – Alta                | Flachetappe          | 207        | Alexander Kristoff   | Lars Petter Nordhaug |
| 3. Etappe | 16. Aug. | Alta – Kvænangsfjellet            | Mittelschwere Etappe | 132        | Simon Špilak         | Steven Kruijswijk    |
| 4. Etappe | 17. Aug. | Gemeinde Tromsø – Gemeinde Tromsø | Flachetappe          | 165        | Alexander Kristoff   | Steven Kruijswijk    |

## Wertungstrikots
| Etappe         | Etappensieger        | Gesamtwertung        | Punktewertung        | Bergwertung   | Nachwuchswertung | Teamwertung             |
| -------------- | -------------------- | -------------------- | -------------------- | ------------- | ---------------- | ----------------------- |
| 1              | Lars Petter Nordhaug | Lars Petter Nordhaug | Lars Petter Nordhaug | August Jensen | Davide Villella  | Belkin-Pro Cycling Team |
| 2              | Alexander Kristoff   | Lars Petter Nordhaug | Lars Petter Nordhaug | August Jensen | Davide Villella  | Belkin-Pro Cycling Team |
| 3              | Simon Špilak         | Steven Kruijswijk    | Alexander Kristoff   | August Jensen | Davide Villella  | Belkin-Pro Cycling Team |
| 4              | Alexander Kristoff   | Steven Kruijswijk    | Alexander Kristoff   | August Jensen | Davide Villella  | Belkin-Pro Cycling Team |
| Wertungssieger | Wertungssieger       | Steven Kruijswijk    | Alexander Kristoff   | August Jensen | Davide Villella  | Belkin-Pro Cycling Team |